# سياناميد الكالسيوم
 سياناميد الكالسيوم  مركب كيميائي له الصيغة CaCN2، ويكون على شكل بلورات بيضاء.

## الخواص
- بلورات سياناميد الكالسيوم بلورات بيضاء في حالتها النقية لها خاصية الاسترطاب، أما البلورات غير النقية لها لون رمادي أسود نتيجة وجود الكربون أثناء عملية التحضير التقنية.
- تؤدي إضافة الماء إلى حلمهة المركب حيث تنتج مركبات مختلفة حسب الشروط من درجة الحرارة، والأس الهيدروجيني pH للوسط.
- لا يوجد أي محل يمكن أن يحل سياناميد الكالسيوم دون أن يفككه.

## التحضير
يحضر سياناميد الكالسيوم تقنياً في عملية فرانك-كارو من تفاعل كربيد الكالسيوم مع غاز النيتروجين. هذا التفاعل ناشر للحرارة.
CaC2 + N2 → CaCN2 + C
يحضر سياناميد الكالسيوم أيضاً من تفاعل تفكك كربونات الكالسيوم (حجر الجير) بوجود غاز الأمونياك عند حوالي 700° س
CaCO3 → [CaO + CO2] —- +NH3 → CaNCN + 3H2O

## الاستخدامات
- يستخدم لتحضير مركب سياناميد، وذلك بتمرير غاز ثنائي أكسيد الكربون على محلول مائي معلق من سياناميد الكالسيوم حسب المعادلة:

CaN-C≡N + CO2 + H2O → CaCO3 + H2N-C≡N
- يستخدم سياناميد الكالسيوم كسماد بشكل رئيسي، حيث يحرر الأمونياك لدى تماسه مع الماء

CaN-C≡N + 4H2O → Ca(OH)2 + 2NH3 + CO2